# Aperçu
Aperçu (IPA: [apɛʁˈsyː], anhörenⓘ; französ.: ‚flüchtiger Blick‘, auch ‚Übersicht‘, ‚kurzgefasste Darstellung‘; Artikel: das; Mehrzahl -s; von frz. apercevoir, ‚flüchtig wahrnehmen‘, ‚bemerken‘, ‚erkennen‘), auch Bonmot oder Sentenz genannt, bezeichnet eine prägnante Bemerkung, die auf einen geistreichen oder scharfsinnigen Einfall zurückgeht. Wird es schriftlich festgehalten, kann das Aperçu mit seiner sprachlichen Prägnanz als literarischer Aphorismus fungieren.

## Bedeutung
Der französische Terminus wurde 1797 von Schiller ins Deutsche eingeführt. Bei Johann Wolfgang Goethe bedeutet Aperçu dann eine „Synthese von Welt und Geist“, wie sie sich in der Anschauung realisiert. Im Zusammenhang von Goethes eigenwilliger Erkenntnistheorie handelt es sich um einen Zentralbegriff: „Alles kommt auf ein Aperçu an. Es ist das Höchste, wozu es der Mensch bringt, und weiter bringt er es nicht.“ Ein solches Aperçu leistet die intuitiv-induktive Erkenntnis eines ‚Schemas‘, das für das Verständnis einer Vielzahl von Einzelphänomenen aufschlussreich ist. Einschlägige Goethe’sche Aperçus sind seine Konzeptionen der „Urpflanze“ oder des „Zwischenkieferknochens“. Seither hat der Begriff jedoch eine merkliche Bedeutungsverschlechterung erfahren, sodass man heute pejorativ auch von einem „bloßen“ Aperçu sprechen kann – im Sinne einer zwar glänzend, beispielsweise paradox formulierten Behauptung, die aber unsolide ist, insofern es ihr an Beweisen und Belegen mangelt.

## Aperçus über Aperçus
- „Ein bedeutendes Factum, ein geniales Aperçu beschäftigt eine sehr große Anzahl Menschen, erst nur um es zu kennen, dann um es zu erkennen, dann es zu bearbeiten und weiterzuführen.“ (Johann Wolfgang Goethe)[6]
- „Was wir in uns aufnehmen, muß jedesmal fleißig verarbeitet sein, was natürlich lästig werden kann. Aperçus gegenüber darf man den Zerstreuten spielen. Gott, es wird ja speziell heutzutage unglaublich viel Geistreiches gesagt. Naturgemäß verwöhnt einen das!“ (Robert Walser)[7]
- „Bemerkungen sind wertlos.“ (Robert Walser)[8]
- „Ein Aperçu kann man nicht diskutieren.“ (Peter Rühmkorf)[9]